# Valines
Valines es una comuna francesa situada en el departamento de Somme, en la región de Alta Francia.

## Demografía
| 606 | 605 | 600 | 614 | 673 | 663 | 621 |
| Para los censos de 1962 a 1999 la población legal corresponde a la población sin duplicidades (Fuente: INSEE [Consultar]) |     |     |     |     |     |     |